# The Cowboy and the Lady (film 1911)
The Cowboy and the Lady è un cortometraggio muto del 1911, esordio cinematografico di Alan Hale. La regia non è firmata. Non si conosce nient'altro di questo film, considerato perduto.

## Produzione
Non si conosce la casa di produzione del film.

## Distribuzione
Non si conosce la casa di distribuzione del film.